# Jardín
Jardín ist eine Gemeinde (municipio) im kolumbianischen Departamento Antioquia. Die Gemeinde liegt rund vier Fahrstunden (134 km) mit dem Auto von Medellín entfernt.

## Geografische Lage
Jardín liegt zwischen dem Río San Juan, von den indigenen Einwohnern Docató (steiniger Fluss) genannt, und einem Gebirgszug der westlichen Kordilleren in der Subregion Suroeste Antioqueño. Außerdem fließen der Claro und der Dojurgo durch das Stadtgebiet. Jardín liegt auf einer Höhe von 1750 m ü. NN und hat eine Jahresdurchschnittstemperatur von 19 °C. Die Gemeinde grenzt im Westen an Andes, im Norden an Jericó, im Osten an Támesis und im Süden an die Departamentos Caldas (Riosucio) und Risaralda (Mistrató).
Das gemäßigte und niederschlagsreiche Klima der Stadt begünstigt im Umland die Produktion von Kaffee, Bananen, Yuca, Physalis und Granadilla. Der Wasserreichtum der Kordillerenflüsse erlaubt die Forellenzucht.

## Bevölkerung
Die Gemeinde Jardín hat 15.293 Einwohner, von denen 8613 im städtischen Teil (cabecera municipal) der Gemeinde leben (Stand: 2022).

### Demografie
Nach den Zahlen der Volkszählung des DANE aus dem Jahre 2005 stellt sich die ethnographische Zusammensetzung der Gemeinde wie folgt dar:
- Mestizen und Weiße: 89,3 %
- Indigene: 10 %
- Afrokolumbianer: 0,7 %

## Geschichte
Vor der Ankunft der Spanier war das Gebiet des heutigen Jardín an den Ufern des Río San Juan die indigenen Völkern der Caramantes und der Chamíes. Die Nachfahren dieser indigenen Völker leben heute im Reservat Resguardo Indígena de Cristianía Emberá - Chamí. Der heutige Ort Jardín wurde 1863 im Zuge der großen innerkolumbianischen Migrationswelle des 19. Jahrhunderts (Colonización Antioqueña) gegründet. Seit 1882 hat Jardín den Status einer Gemeinde.

## Wirtschaft
Der wichtigste Wirtschaftszweig in Jardín ist die Landwirtschaft. Insbesondere werden Kaffee, Bananen, Zuckerrohr, Lulo und Hülsenfrüchte angebaut. Zudem gibt es Rinder-, Schweine- und Geflügelproduktion sowie Teichwirtschaft. Im urbanen Ortskern dominiert dagegen der Dienstleistungssektor.

## Sehenswürdigkeiten

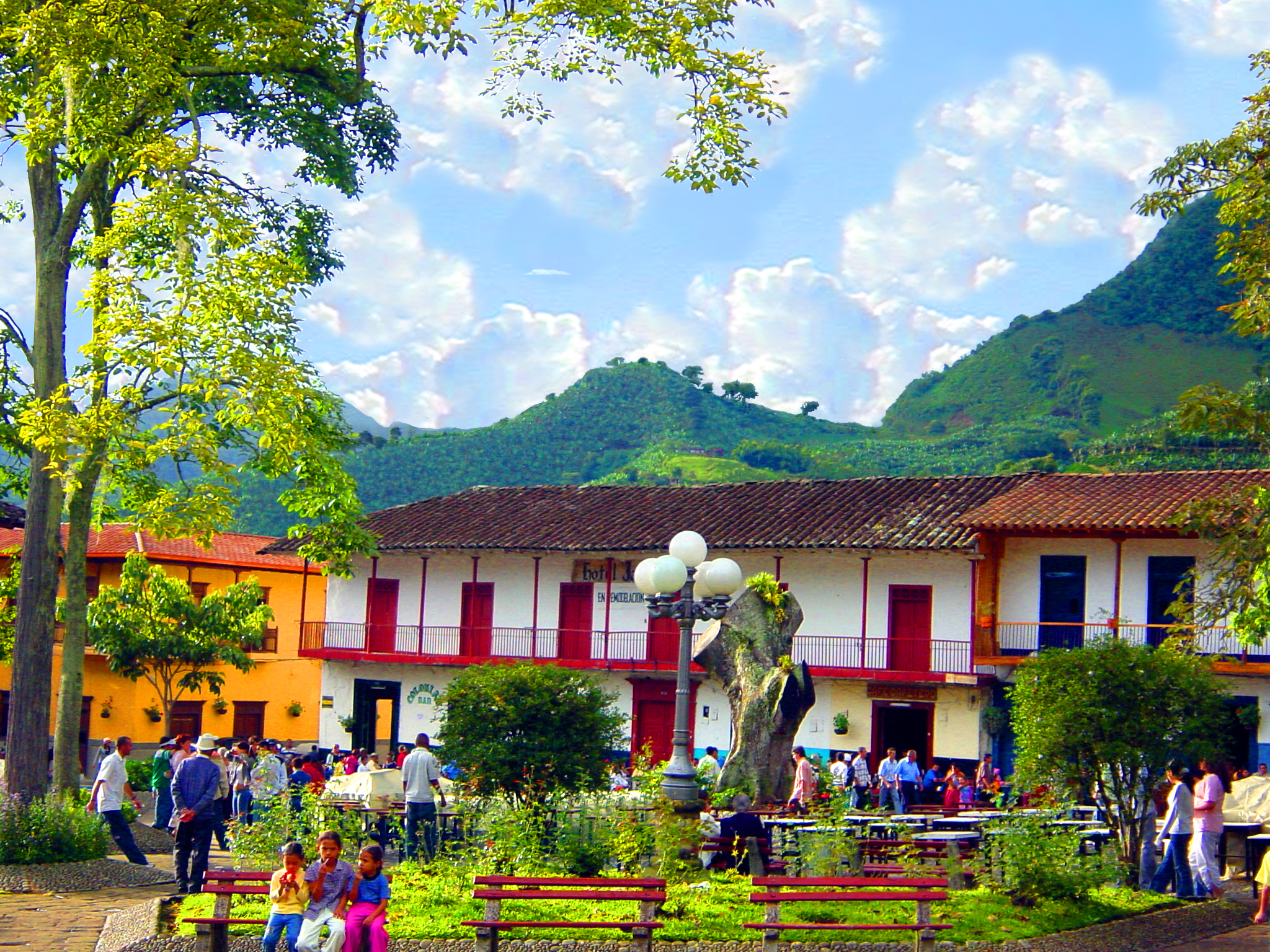
Plaza

- Jardín hat ein wohl erhaltenes architektonisches Ensemble von Bauten aus der Kolonialzeit, weiß getünchte Häuser mit farbigen Türen, Balkonen und Fensterläden.
- Neugotische Basilika der Unbefleckten Empfängnis.

## Söhne und Töchter der Stadt
- Iván Antonio Marín López (* 1938), katholischer Geistlicher, Erzbischof von Popayán (1997–2018)
- Jorge Humberto Martínez (* 1975), Radrennfahrer
- Daniel Jaramillo (* 1991), Radrennfahrer